# Gare d’Écouen - Ézanville
Gare d’Écouen - Ézanville vasútállomás Franciaországban, Écouen településen.

## Vasútvonalak
Az állomást az alábbi vasútvonalak érintik:
- Épinay-Villetaneuse–Le Tréport-Mers-vasútvonal

## Kapcsolódó állomások
A vasútállomáshoz az alábbi állomások vannak a legközelebb:
- Gare de Domont (Gare de Luzarches, Gare de Persan - Beaumont, Transilien H)
- Gare de Sarcelles - Saint-Brice (Paris Gare du Nord, Transilien H)